# ボーナス (アイスランドの企業)

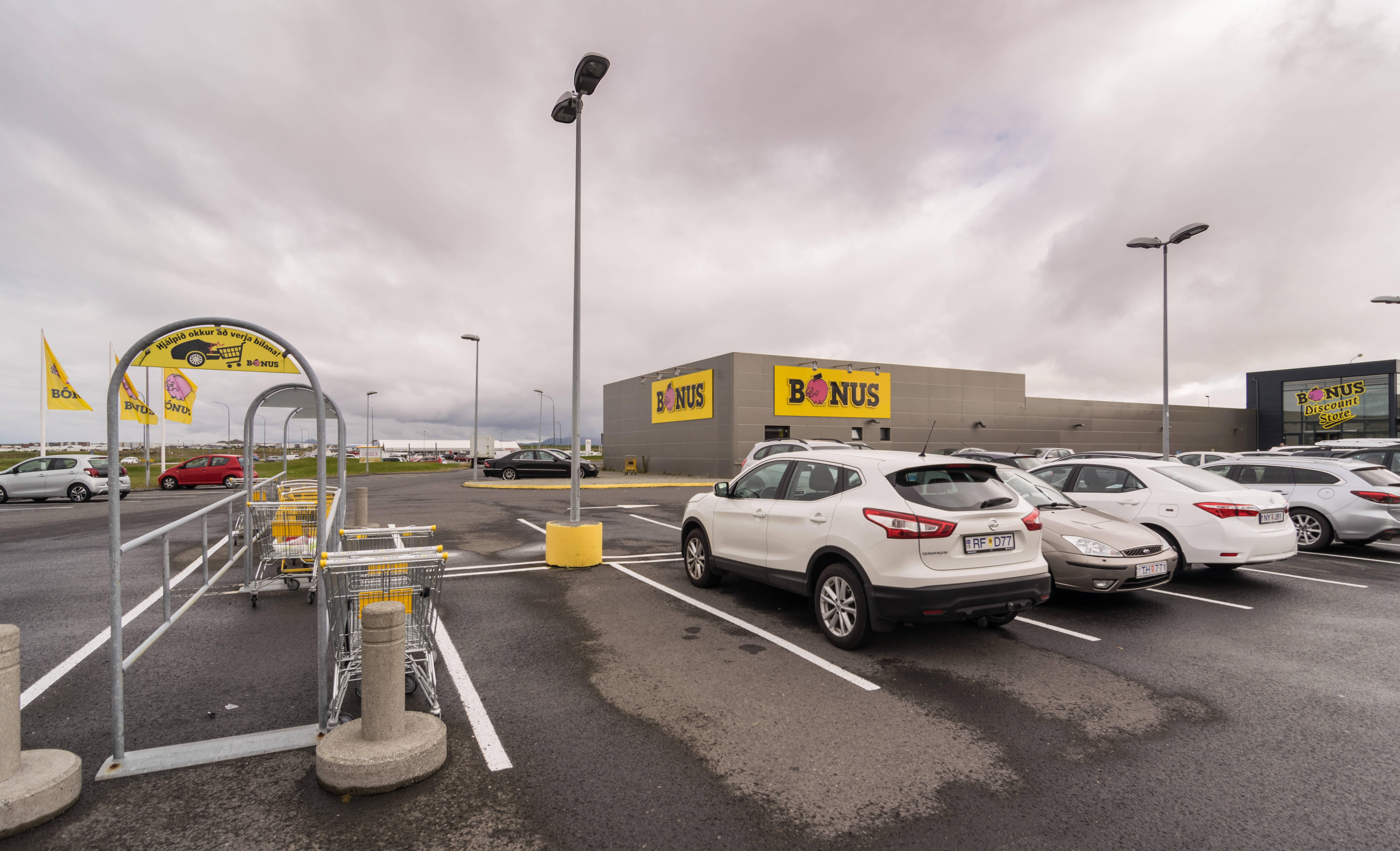
ケフラヴィーク店

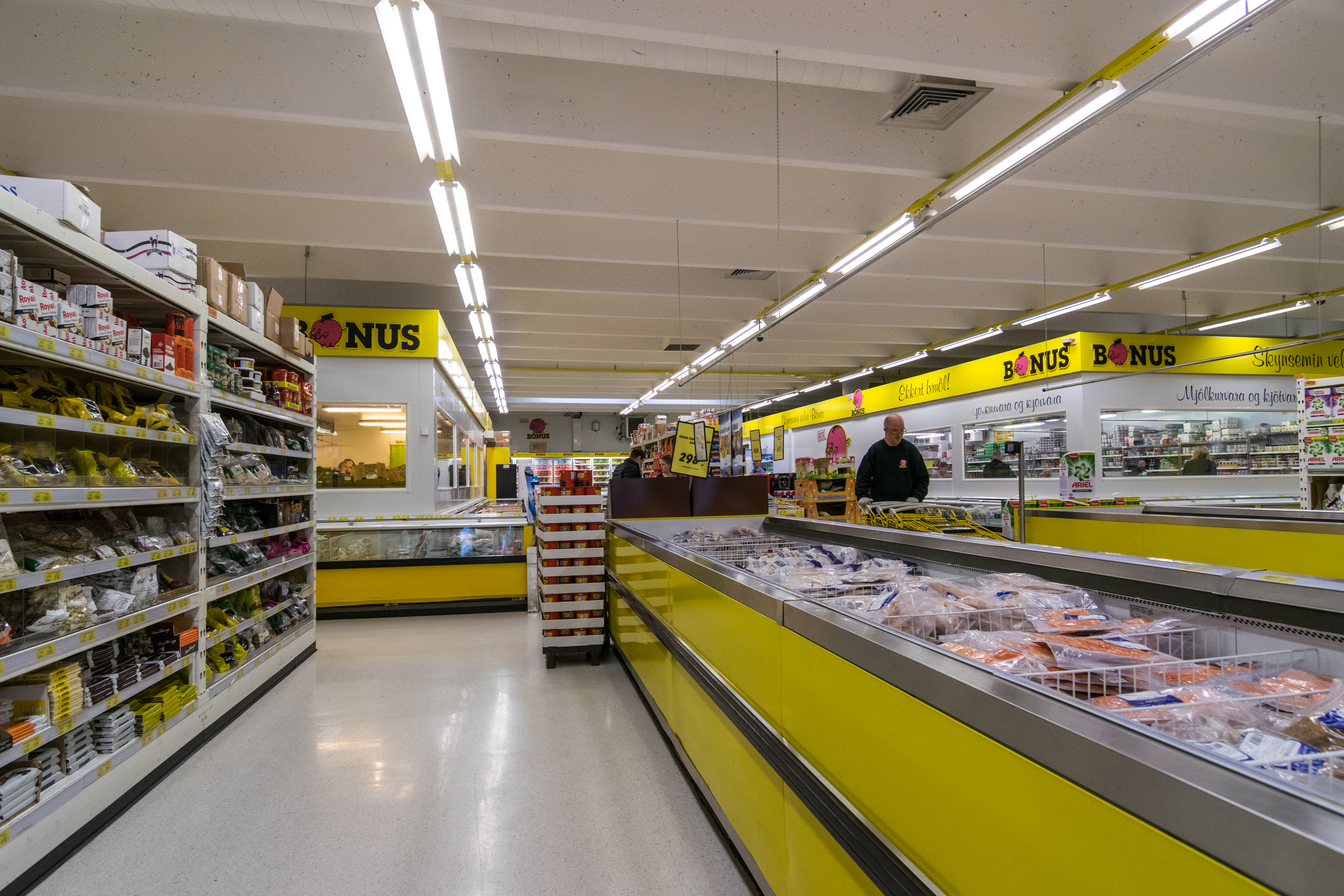
店内の風景

Bónus (アイスランド語発音: [ˈpoːunʏs])は、アイスランドでハガーが経営するディスカウントストアである。
アイスランドに32店、フェロー諸島に7店が存在する。

## 分布
- レイキャビク：11店
- コーパヴォグル：4店
- アークレイリ：2店
- ハフナルフィヨルズゥル：2店
- フェロー諸島：7店
- その他：13店

## 歴史
1989年4月、Jón Ásgeir Jóhannessonと彼の父のJóhannes Jónssonが首都レイキャビクのSkútuvogur通りに1号店を建てた。
数年の内に、Bónusは国内最大のスーパーマーケットチェーンになった。
1992年、同業のハグカウプがBónusの株式の50%を取得した。
1998年、BónusとHagkaupは両ブランドを残しながら合併し、ハガーの傘下でバウグル・グループを創った。